# 库尔特·雅拉辛斯基
库尔特·雅拉辛斯基（德語：Kurt Jarasinski，1938年11月6日—2005年10月27日），德国男子马术运动员。他曾代表德国联队参加1964年夏季奥林匹克运动会马术比赛，获得团体场地障碍赛金牌和个人场地障碍赛第八名。